# King Arthur: Legend of the Sword
King Arthur: Legend of the Sword er en fantasy actionstorfilm fra 2017, der er instrueret af Guy Ritchie, som skrev den sammen med Joby Harold og Lionel Wigram på baggrund af en historie skrevet af Harold og David Dobkin, der igen var inspireret af legenden om Kong Arthur. Charlie Hunnam spiller titelkarakteren og Jude Law spiller den tyranniske kong Vortigern der forsøger at dræbe ham. Derudover medvirker bl.a. Àstrid Bergès-Frisbey, Djimon Hounsou, Aidan Gillen og Eric Bana.
King Arthur: Legend of the Sword havde premiere ved TCL Chinese Theater 8. maj 2017 og fik premiere i biograferne 12. maj 2017 i USA og 19. maj 2017 i Storbritannien. Filmen blev dårligt modtaget, og den indspillede for $148,7 mio. mod et budget på $175 mio. Oprindeligt var det meningen at filmen skulle være den første i en række på seks film, men dette blev opgivet grundet dens store flop, hvilket gjorde at Warner Bros. Pictures og Village Roadshow Pictures mistede $150 mio.

## Medvirkende
- Charlie Hunnam som Kong Arthur
- Àstrid Bergès-Frisbey som mager
- Djimon Hounsou som Sir Bedivere
- Aidan Gillen som Goosefat Bill
- Mikael Persbrandt som Greybeard
- Jude Law som Vortigern
- Eric Bana som Uther Pendragon
- Annabelle Wallis som Maggie
- Peter Ferdinando som Earl of Mercia.
- Kingsley Ben-Adir som Wet Stick
- Neil Maskell som Back Lack
- Geoff Bell som Mischief John.
- Freddie Fox som Rubio
- Lorraine Bruce, Eline Powell and Hermione Corfield
- Millie Brady som Princess Catia, Vortigerns datter
- Poppy Delevingne som Igraine, Uthers kone
- Tom Wu som Kung Fu George
- Craig McGinlay som Percy
- Dick Ochampaugh som the Old Salty Sea Dog
- Michael McElhatton som Jack's Eye
- Katie McGrath som Elsa, Vortigerns kone
- David Beckham som Trigger
- Bleu Landau som Blue

## Eksterne Henvisninger
- Kong Arthur: Legenden om sværdet på Internet Movie Database (engelsk)
- Kong Arthur: Legenden om sværdet på Filmdatabasen
- Kong Arthur: Legenden om sværdet på AlloCiné (fransk)
- Kong Arthur: Legenden om sværdet på MovieMeter (nederlandsk)
- Kong Arthur: Legenden om sværdet på AllMovie (engelsk)
- Kong Arthur: Legenden om sværdet på The Movie Database (engelsk)
- Kong Arthur: Legenden om sværdet på Rotten Tomatoes (engelsk)
- Kong Arthur: Legenden om sværdet på Metacritic (engelsk)
- Kong Arthur: Legenden om sværdet på Box Office Mojo (engelsk)
- Kong Arthur: Legenden om sværdet på Filmaffinity (engelsk)